# DistroKid
DistroKid, anciennement Fandalism, est un service indépendant de distribution numérique de musique, fondé en 2012 par l'entrepreneur américain Philip J. Kaplan (en). DistroKid offre principalement aux musiciens et autres détenteurs de droits la possibilité de distribuer, de vendre ou de diffuser leur musique via des plateformes en ligne comme Spotify, iTunes/Apple Music, Amazon Music, YouTube Music, Deezer, TikTok, Instagram, Facebook, Snapchat, etc.

## Historique
DistroKid a été développé en 2012 par Philip J. Kaplan et lancé le 28 mai 2013. Au départ, la distribution numérique n'est qu'une fonctionnalité secondaire du réseau social musical Fandalism, fondé par Philip J. Kaplan. En 2015, DistroKid a été scindé en une société propre.
En juillet 2015, l'EP Calibraska du groupe Jack & Jack, distribué via DistroKid, est devenu no 1 mondial dans les charts iTunes,. Fait particulièrement remarquable car l'entreprise ne prend pas de commission. C'est la première fois qu'un artiste numéro un des classements est en mesure de conserver 100 % de ses gains.
En mai 2016, l'entreprise lance une fonctionnalité qui permet d'envoyer automatiquement les redevances aux collaborateurs et aux actionnaires,.
En 2018, DistroKid signe un accord avec Spotify pour permettre aux musiciens la diffusion multiplateformes via le service de streaming suédois,.
En 2021, l'entreprise lance un système de matchmaking permettant aux maisons de disques d'exploiter ses données à la recherche de nouveaux artistes. DistroKid reçoit une commission de la part des maisons de disques chaque fois qu'elles signent un nouvel artiste via la plateforme. Le premier label à prendre part à l'initiative est Republic Records.
À l'été 2022, DistroKid lance DistroVid pour permettre de télécharger des vidéos musicales sur Vevo, Tidal et Apple Music,.
En septembre 2023, DistroKid acquiert la plateforme de distribution de musique et d'hébergement de sites Web, Bandzoogle.
Le 18 juillet 2024, TikTok et DistroKid dévoilent un partenariat incluant des fonctionnalités supplémentaires pour les artistes musicaux.
DistroKid distribue également de nombreux faux groupes et musiciens, générés par IA.

## Activités
En août 2021, DistroKid est valorisée à 1,3 milliard de dollars américains et revendique être utilisée par plus de 2 millions d'artistes. En janvier 2024, l'entreprise affirme avoir distribué plus de 45 millions de titres musicaux depuis sa création.